# Villa Bardini
Villa Bardini, già villa Manadora, si trova sulla costa San Giorgio 2 a Firenze. Oggi è un centro espositivo che ospita mostre temporanee e il Museo Annigoni; fino al 2017 ha ospitato anche il Museo Capucci. Il parco della villa è lo scenografico giardino Bardini, oggi visitabile a parte con lo stesso biglietto del giardino di Boboli. Inoltre lo spazio "Bardinicontemporanea" propone mostre di arte contemporanea a ingresso gratuito.

## Storia

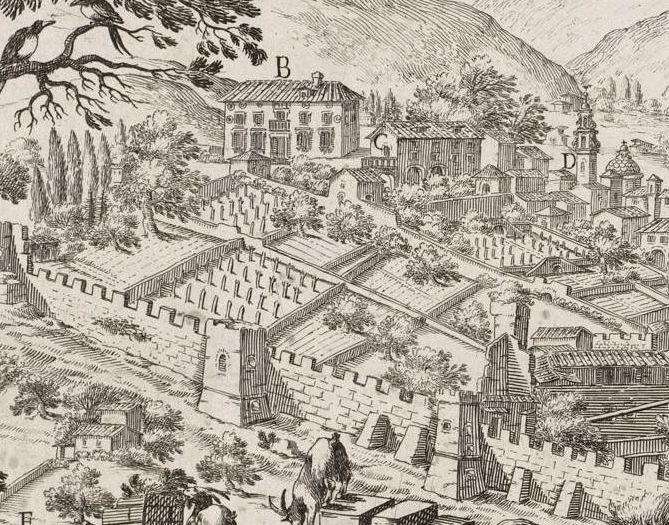
La villa e il giardino nella veduta di Firenze di Valerio Spada (1650)

L'originaria villa Manadora venne costruita nel 1641 su una preesistenza di impianto medievale dall'architetto Gherardo Silvani per Francesco Manadori, da cui la denominazione (ugualmente la letteratura la segnala anche come villa Belvedere, per la splendida posizione panoramica). Il giardino della villa, abbellito da sculture, sfruttava il declivio della collina con numerosi punti panoramici sulla città di Firenze, in particolare verso la zona di Santa Croce. Nel suo aristocratico isolamento sulla collina la villa appare accuratamente descritta nella Veduta della città di Firenze dal muricciolo del prato dei padri di San Francesco al Monte, dovuta a Valerio Spada e databile alla metà del Seicento. 

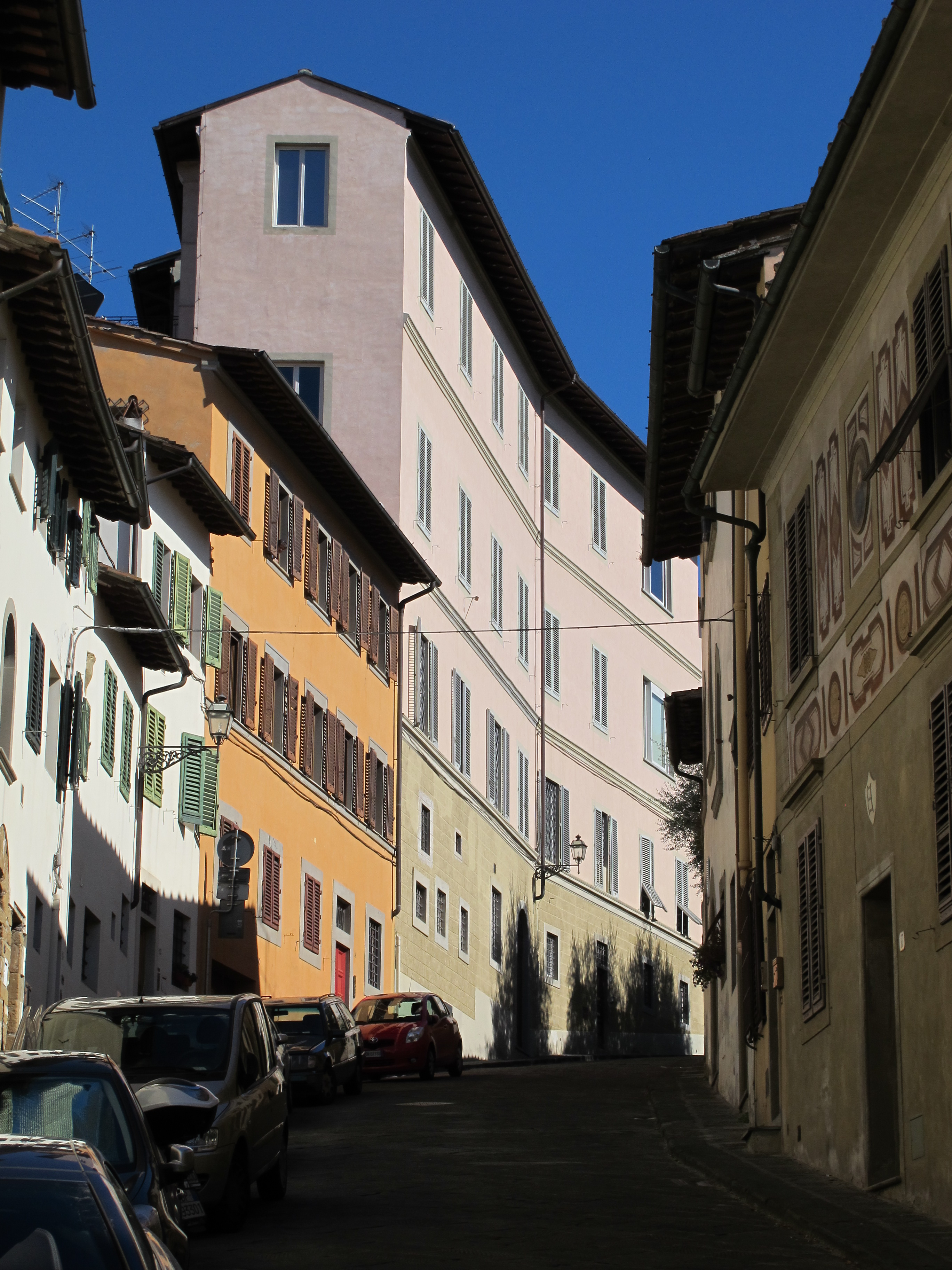
Villa Bardini, lato strada

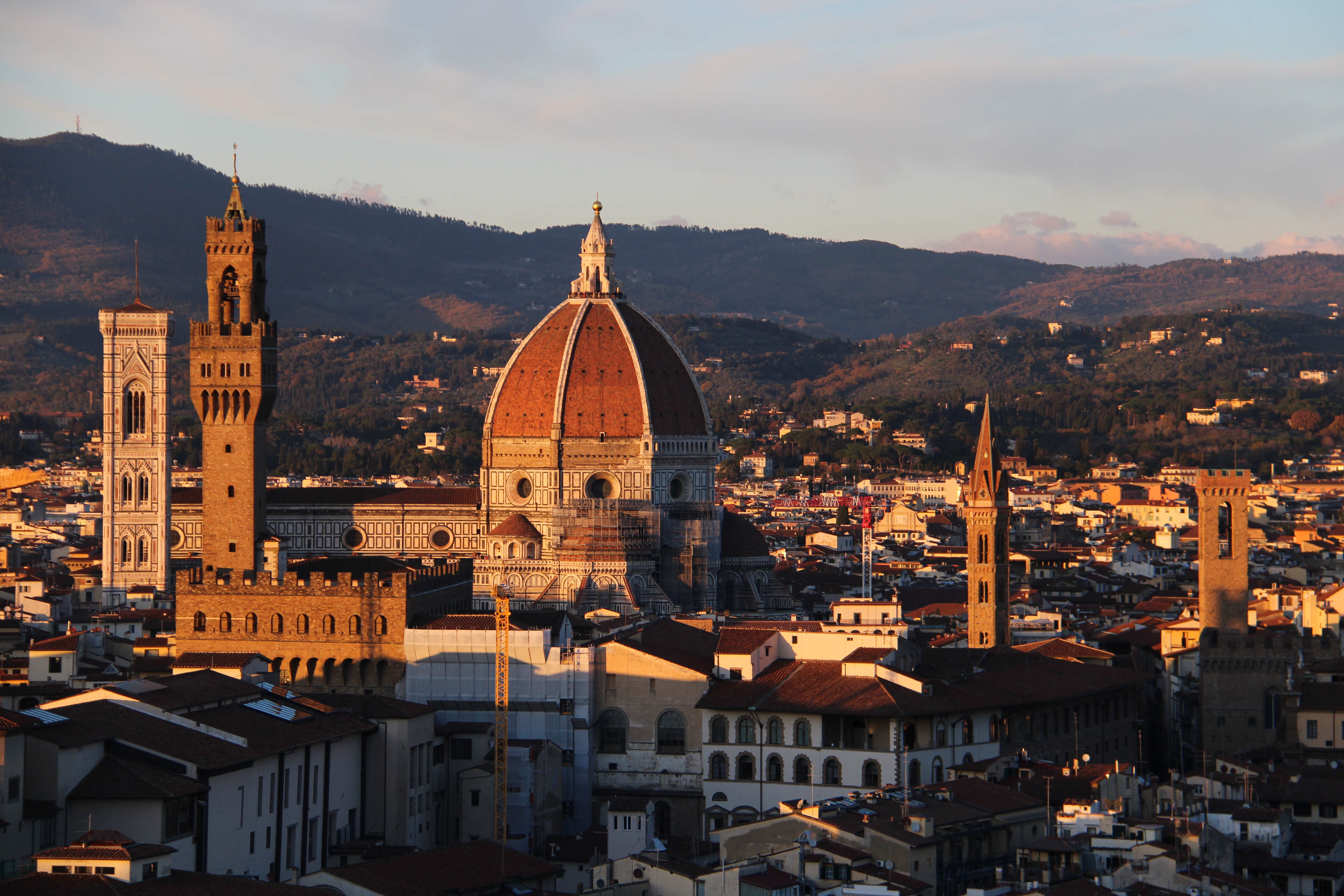
Panorama dalla villa

Appartenuta in seguito ai Cambiagi e poi, all'inizio dell'Ottocento, a Luigi Le Blanc e a suo figlio Giacomo, fu unita nel 1839 alle altre proprietà dei Mozzi per poi passare ai Carolath von Beuthen (1880) e a Stefano Bardini che, poco dopo il 1913, la sopraelevò di un piano. Alla morte di Stefano, la proprietà passò al figlio Ugo. Con la morte di Ugo Bardini, senza eredi (1965), iniziò un lungo iter burocratico sull'eredità, conclusasi solo nel 1996 grazie all'interessamento di Antonio Paolucci, allora Ministro per i Beni Culturali, che fece adempiere alle condizioni del defunto il quale aveva destinato le sue proprietà alla città di Firenze.
Dopo vari anni di incuria e abbandono, la villa è stata completamente ristrutturata dall'Ente Cassa di Risparmio di Firenze, con complesso lavori avviati nel 2000 e che hanno visto (per quanto riguarda lo specifico cantiere della villa), il coordinamento di progetto dell'architetto Mario Lolli Ghetti e la progettazione e la direzione dei lavori dell'architetto Piero Castelfranco, con la consulenza per il restauro dell'architetto Mariachiara Pozzana. 
Nel 2007 la villa è stata riaperta al pubblico, con uno spazio per esibizioni temporanee al pian terreno. Nel corso del 2007 e 2008 sono stati aperti anche il Museo Roberto Capucci e il Museo Annigoni, un ristorante e uno spazio per mostre di arte contemporanea.

## Descrizione
La villa dispone di sessanta tra stanze e saloni, per una superficie totale di 3800 metri quadrati su quattro livelli. Oltre alle sedi espositive, la villa ospita anche gli uffici della Fondazione Parchi Monumentali Bardini e Peyron e la Società Toscana di Orticoltura, oltre a spazi per convegni, servizi ristorativi e accessori.